# Marie-Nicole Vestier
Marie-Nicole Vestier, född 1767, död 1846, var en fransk målare. 
Hon var dotter till Antoine Vestier och gifte sig 1789 med François Dumont. Hon debuterade med en tavla på Parissalongen 1785 och gjorde sig känd som porträttmålare. 
Hon finns representerad på Nationalmuseum. 